# Sphécothère de Vieillot
Sphecotheres vieilloti
Espèce
Statut de conservation UICN

 LC  : Préoccupation mineure
Le sphécothère de Vieillot (Sphecotheres vieilloti) est une espèce de passereaux de la famille des Oriolidae, natif de l'écozone australasienne.

## Description

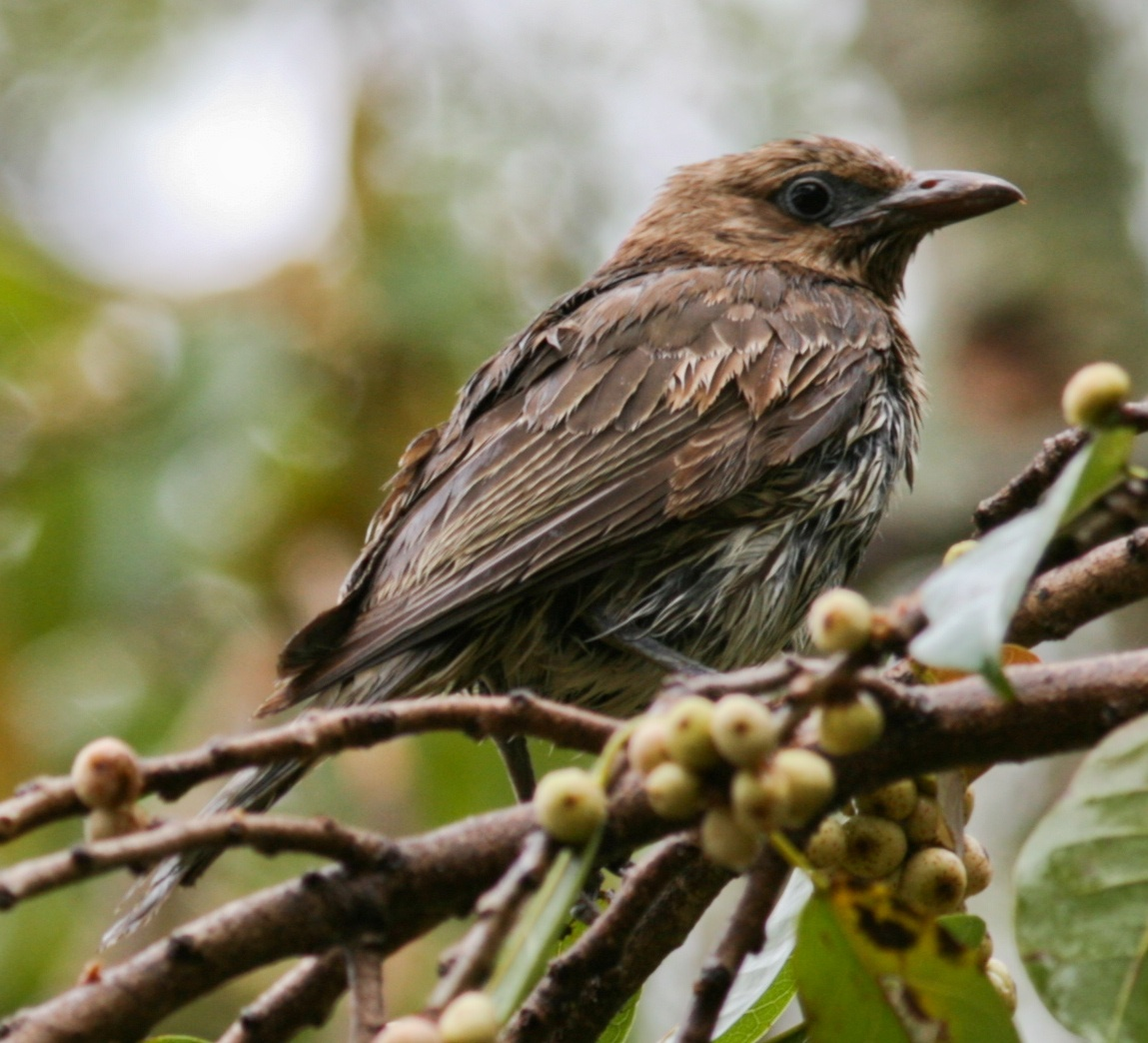
Une femelle.

Il mesure 27 à 29,5 cm de long et ressemble fortement aux autres Oriolidae. Il présente un dimorphisme sexuel, et les différences entre espèces sont presque entièrement limitées aux mâles. Les mâles de toutes les sous-espèces ont une queue noire avec de larges pointes blanches aux rectrices externes, les pourtours du cloaque sont blancs, les rémiges primaires noirâtres, la tête noire, avec une peau rouge brillante au niveau de la face, un bec noir à base rouge et les pattes roses. Chez la sous-espèce nominale, le corps est en grande partie vert-olive et la gorge, le cou et la poitrine sont gris. Les sous-espèces cucullatus, ashbyi et flaviventris sont vert jaunâtre dessus, et jaunes dessous (y compris au niveau de la gorge). La sous-espèce salvadorii ressemble aux précédentes, mais avec la gorge, le cou et la poitrine grises semblable à la sous-espèce nominale, ce qui lui donne une apparence comparable à certains hybrides entre les sous-espèces nominales et flaviventris.
Les femelles sont de couleur terne, brunes au-dessus, et blanches avec des rayures sombres en dessous. Elles ont la peau de la face grisâtre, et le bec gris foncé.
Les juvéniles ressemblent aux femelles, mais les rayures du dessous ne sont généralement pas aussi marquées.
Les loriots qui habitent son territoire, le Loriot papou et le Loriot sagittal sont similaires en apparence  mais ont le bec entièrement rouge à l'âge adulte.

## Répartition et sous-espèces
Selon la classification de référence du Congrès ornithologique international (15.1, 2025) (ordre phylogénique) :

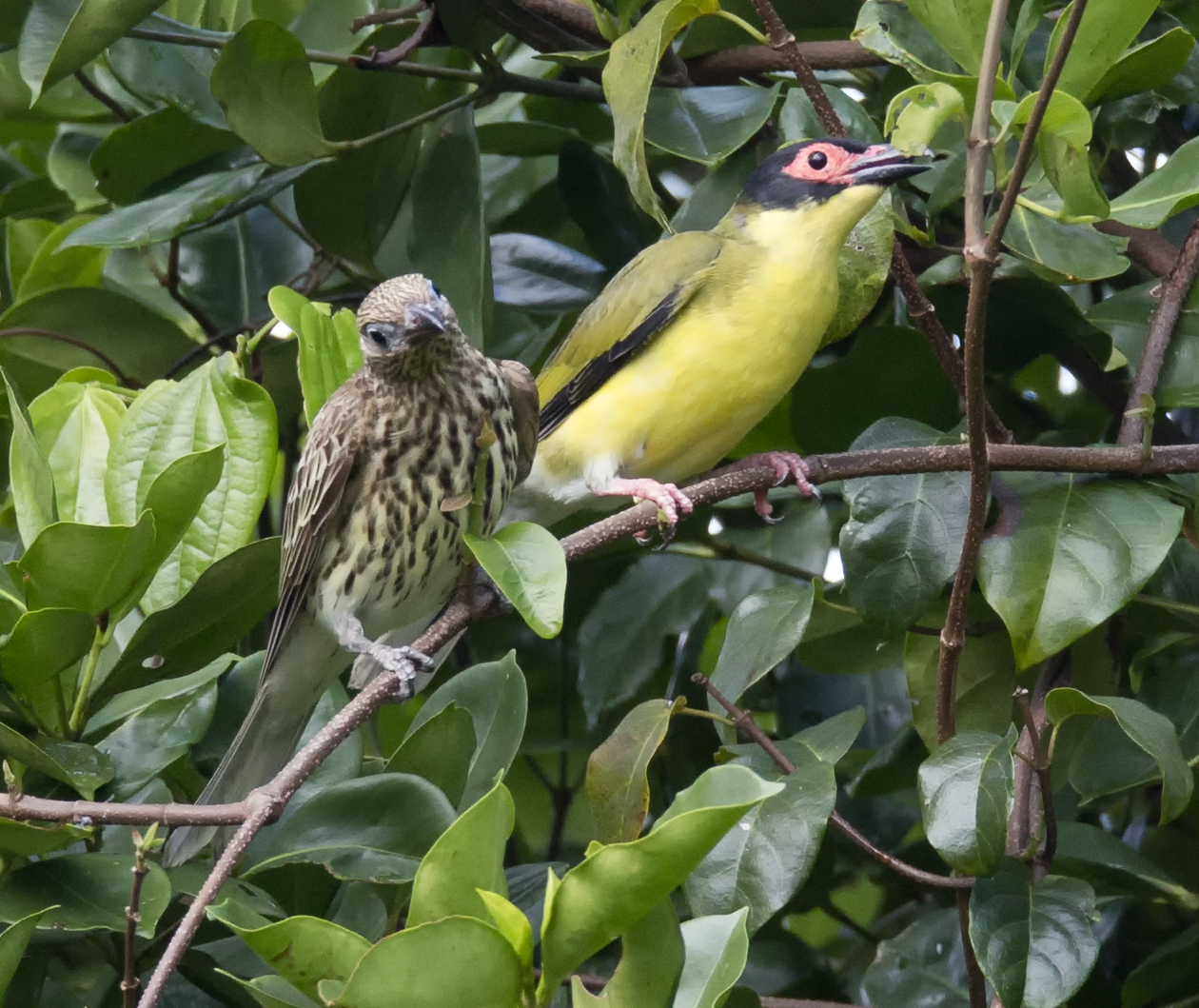
La sous-espèce S. v. flaviventris.

- S. v. salvadorii Sharpe, 1877 — pourtour du golfe de Papouasie ;
- S. v. cucullatus (Rosenberg, 1866) — îles Kei ;
- S. v. ashbyi Mathews, 1912 — Kimberley et Top End ;
- S. v. flaviventris Gould, 1850 — péninsule du cap York et îles du détroit de Torres ;
- S. v. vieilloti Vigors & Horsfield, 1827 — est de l'Australie.